# Squadriglia

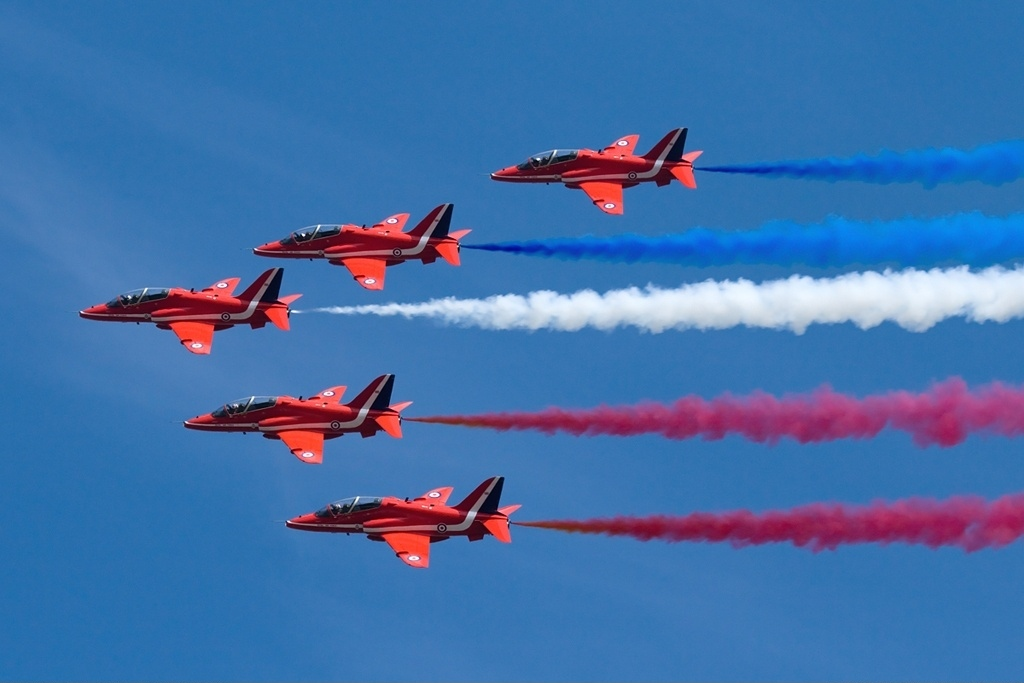
Una squadriglia di aeroplani del Regno Unito

In ambiente militare una squadriglia è una piccola squadra di persone o mezzi.

## Ambito militare

### Esercito
Nell'Esercito una squadriglia è composta da sei-otto uomini, a piedi o a cavallo, comandati da un sergente o grado equivalente.

### Marina
In marina una squadriglia è un piccolo gruppo costituito da non meno di quattro unità navali o di sommergibili, posto agli ordini di un solo comandante. Può essere a carattere sia permanente, che costituito appositamente.

### Aviazione
In aviazione una squadriglia è l'unità organica fondamentale, solitamente comandata da un capitano e composta da un numero variabile di apparecchi identici, a seconda della nazione o della specialità. È un reparto in genere operativamente dipendente:
- Italia: per la Regia Aeronautica una squadriglia era formata da tre sezioni, queste ultime al comando di un tenente o un sottotenente; una sezione da caccia era composta nominalmente da 4 apparecchi, se da bombardamento o da osservazione da 3 apparecchi. In pratica, specialmente durante la guerra, le squadriglie raramente raggiungevano questi numeri di apparecchi.[2] Nell'Aeronautica Militare italiana le squadriglie sono raramente composte da più di quattro velivoli. Due o più squadriglie formano un gruppo di volo, il quale molto spesso, di fatto, ha oggi la consistenza numerica di una squadriglia del tempo delle guerre mondiali.
- Regno Unito: nella Royal Air Force un flight (termine equivalente in lingua inglese) è composto tipicamente da tre a sei apparecchi agli ordini di un Flight lieutenant, e da 12 a 16 apparecchi per gli squadron (squadrone), agli ordini di uno Squadron leader. Due o più squadron formano un wing, più wing un group, equiparabile alla brigata aerea dell'Aeronautica Militare Italiana.
- Romania: nella seconda guerra mondiale fu particolarmente nota una squadriglia formata da sole donne che operava a livello sanitario; la Squadriglia Bianca (in rumeno Escadrila Albă)
- Stati Uniti: nella US Air Force ogni squadron (squadrone) è composto da due o più flight (squadriglia), generalmente tre o quattro. Numerato con tre cifre (da 001 a 999, di cui i numeri da 199 a 299 sono assegnati alla Air National Guard) ogni squadron era composto in origine tipicamente da 24 apparecchi, però nel 1992 molti vennero ridotti a 18 apparecchi[3]. Due o più squadron formano un gruppo (group), equiparabile allo stormo dell'Aeronautica Militare Italiana, e due o più gruppi costituiscono uno stormo (wing), equiparabile alla brigata aerea dell'Aeronautica Militare Italiana.

| RAF RN & USN | USAF & USMC | RCAF                           | Luftwaffe                       | Aeronautica Militare Italiana | Armée de l'Air   |
| ------------ | ----------- | ------------------------------ | ------------------------------- | ----------------------------- | ---------------- |
| Group        | Wing        | Air division Division aérienne | non equivalente                 | Brigata aerea                 | Brigade Aérienne |
| Wing         | Group       | Wing Escadre                   | Taktisches Luftwaffengeschwader | Stormo                        | Escadre          |
| Squadron     | Squadron    | Squadron Escadron              | Staffel                         | Gruppo                        | Escadron         |
| Flight       | Flight      | Flight Escadrille              | Schwarm / Kette                 | Squadriglia                   | Escadrille       |